# قلعه نورمحمد
قلعه نورمحمد روستایی در دهستان سنگر بخش مرکزی شهرستان فاروج استان خراسان شمالی ایران است.

## جمعیت
بر پایه سرشماری عمومی نفوس و مسکن در سال ۱۳۹۵ جمعیت این مکان ۸۲ نفر (۲۶خانوار) بوده‌است.